# Oh, Pretty Woman
«Oh, Pretty Woman» (с англ. — «О, Красотка») — песня, принесшая всемирную известность американскому музыканту Рою Орбисону. Песня написана Роем Орбисоном в содействии с Биллом Деесом и была записана на студии Monument Records в Нашвилле, штат Теннесси. Песня Oh, Pretty Woman на протяжении трёх недель занимала позицию #1 в музыкальном хит-параде Billboard Hot 100.
В 1991 году Рой Орбисон был посмертно удостоен музыкальной премии «Грэмми» в номинации «Лучшее мужское вокальное поп-исполнение» за его «живое» исполнение песни «Oh, Pretty Woman» на передаче телекомпании HBO — «Рой Орбисон и Друзья, Чёрно-Белая Ночь». В 1999 году песня была названа одной из «500 величайших песен, сформировавших рок-н-ролл». В 2004 году журнал Rolling Stone поместил песню «Oh, Pretty Woman» на 222-е место в списке «500 величайших песен всех времён». Британский журнал New Musical Express включил данную композицию в свой список «500 величайших песен всех времён», разместив её на 387-й позиции.

## О песне
Текст песни рассказывает историю человека, видящего, как по улице проходит красивая женщина. Он жаждет её и задаётся вопросом, могла ли бы столь красивая женщина, как она, быть одинока, как он. В последнюю минуту композиции она оборачивается и приближается к нему.

## История написания
Рой Орбисон и его партнёр Билл Диз сидели дома у Орбисона, пытаясь сочинить песню. В поисках мелодии они играли всё, что приходило в голову. В комнату заглянула жена Роя Орбисона, Клодетт, и сообщила мужу, что собирается в город за покупками. Рой спросил, не нужны ли ей деньги, и тогда Диз влез в разговор с замечанием: «Хорошенькой женщине деньги никогда не нужны! (Pretty woman never needs any money)». Тогда Орбисон принялся напевать фразу «Pretty woman walking down the street», а Билл Диз стал отбивать ритм кулаком по столу. Он живо представлял себе некую женщину в жёлтой юбке и красных туфельках, как она цокает каблуками по тротуару.
Когда Клодетт вернулась с покупками, песня была уже готова.
В телевизионном интервью Орбисон говорил, что на сочинение песни ушло столько же времени, сколько она звучит.

## Кавер-версииипародии
1.В 1966 году американский музыкант Дел Шеннон записал кавер-версию песни для своего альбома This Is My Bag.
2. В 1972 году американский музыкант Эл Грин записал кавер-версию песни для своего альбома I’m Still in Love With You.
3. Версия Van Halen

Oh, Pretty Woman — двенадцатый в общем и первый с альбома Diver Down сингл хард-рок группы Van Halen, выпущенный в феврале 1982 года на лейбле Warner Bros.

### О сингле
Музыкальное видео, по сюжету которого группа предстаёт в образах: самурая (Майкл Энтони), Тарзана (Алекс Ван Хален), ковбоя (Эдди Ван Хален) и Наполеона (Дэвид Ли Рот). Герои спасают пленную девушку, которая оказывается трансвеститом. Музыкальный клип группы стал одним из первых, который был запрещён на телеканале «MTV» из-за сцены, где связанная пленница ласкается против своего желания с парой карликов. Песня стала вторым поп-хитом группы, попавшим в «Top 20». Песня достигла максимальной позиции #12 в музыкальном хит-параде Billboard Hot 100 и позиции #1 в хит-параде Hot Mainstream Rock Tracks.

### Список композиций
7" сингл США, Мексика, Бразилия, Португалия, Австралия, Япония
| №  | Название           | Длительность |
| -- | ------------------ | ------------ |
| 1. | «Oh, Pretty Woman» | 2:53         |

| №  | Название                          | Длительность |
| -- | --------------------------------- | ------------ |
| 1. | «Happy Trails» (кавер Roy Rogers) | 1:03         |

12" сингл Франция
| №  | Название            | Длительность |
| -- | ------------------- | ------------ |
| 1. | «(Oh) Pretty Woman» | 2:53         |

| №  | Название            | Длительность |
| -- | ------------------- | ------------ |
| 1. | «(Oh) Pretty Woman» | 2:53         |

### Участники записи
- Дэвид Ли Рот — вокал
- Эдди Ван Хален — электрогитара, бэк-вокал
- Майкл Энтони — бас-гитара, бэк-вокал
- Алекс Ван Хален — ударные

4. В 1986 году группа The Holy Sisters of the Gaga Dada записала свою версию песни Oh, Pretty Woman в жанре ска.
5. Песня была исполнена на конкурсе «Германия ищет суперзвезду» (нем. Deutschland sucht den Superstar) Даниэлем Кюбльбеком, впервые сделавшего запись песни для своего дебютного альбома — Positive Energie.
6. В 1990 году исполнитель кантри Рики Ван Шелтон записал кавер-версию песни для своего альбома — RVS III.
7. В 1998 году Карел Готт записал версию песни на чешском языке, под названием Pretty Woman, вошедшую в ретро-альбом — Ro(c)ky mého mládí.
8. Сэм Хуи из Гонконга записал кавер-версию песни.
9. Рэй Браун младший выпустил джазовую версию этой песни для своего альбома — Stand by Me.
10. Rockapella выпустили несколько версий этой песни и представляли её главной музыкальной темой на своих концертах в течение больше чем десятилетия.
11. Песня также доступна в видеоигре «Rock Band».